# Richard May (Jurist)
Sir Richard George May (* 12. November 1938 in London; † 1. Juli 2004 in Oxfordshire) war ein britischer Jurist.
Er studierte nach dem Wehrdienst bei der Leichten Infanterie Durham Rechtswissenschaften am Selwyn College in Cambridge. Als Barrister wurde er 1965 zugelassen. Neben seiner rechtsanwaltschaftlichen Tätigkeit wurde er schließlich Staatsanwalt, bevor zum Richter am Crown Court 1987 ernannt wurde.
May machte sich zunächst einen Namen als Politiker. 1970 kandidierte er als Kandidat der Labour-Partei für Dorset South und im Jahr 1979 als Labour-Kandidat gegen Margaret Thatcher im Wahlkreis Finchley. In den Jahren 1970 bis 1979 war er Ratsmitglied im Stadtrat von Westminster.
1997 wurde May an den Internationalen Strafgerichtshof für das ehemalige Jugoslawien (ICTY) der Vereinten Nationen in Den Haag berufen. Hier führte er den Vorsitz unter anderem im Verfahren gegen den früheren serbischen Präsidenten Slobodan Milošević wegen Kriegsverbrechen. Richard May setzte sich für die Schaffung des Internationalen Strafgerichtshofes (ICC) der Vereinten Nationen ein. Dieser wurde 2002 ebenfalls in Den Haag errichtet.
Wegen gesundheitlicher Probleme trat May im Februar 2004 von seinem Amt zurück. Wenige Tage nachdem er am 22. Juni 2004 zum Knight Bachelor („Sir“) geschlagen worden war, starb er in seinem Haus in Oxfordshire an einem Hirntumor.